# Татищево (Псковская область)
Татищево — деревня в Бережанской волости Островского района Псковской области.
Расположена в 12 км к юго-востоку от города Остров.
Численность населения деревни по состоянию на 2000 год составляла 30 жителей.